# Lisieux
Lisieux là một xã trong tỉnh Calvados, thuộc vùng Normandie của nước Pháp, có dân số là 23.166 người (thời điểm 1999). Lisieux nằm cạnh dòng sông nhỏ Touques và là một nơi hành hương nhờ vào thánh Therese của Lisieux, đã được ban thánh vào năm 1925

## Dân số
| Attention: Ajouter pyramide des âges et commenter avec du texte. này cần phải được chỉnh trang lại để đáp ứng tiêu chuẩn chất lượng Wikipedia . Vui lòng giúp cải thiện nếu bạn có thể. (Không có lý do cần dọn dẹp) | |
| | Attention: Ajouter pyramide des âges et commenter avec du texte. này cần phải được chỉnh trang lại để đáp ứng tiêu chuẩn chất lượng Wikipedia. Vui lòng giúp cải thiện nếu bạn có thể. (Không có lý do cần dọn dẹp) |

Biến động dân số
| 1793   | 1800   | 1806   | 1821   | 1831   | 1836   | 1841   | 1846   | 1851   |
| ------ | ------ | ------ | ------ | ------ | ------ | ------ | ------ | ------ |
| 10 118 | 10 171 | 10 937 | 10 403 | 10 257 | 11 473 | 11 378 | 11 968 | 11 754 |

| 1856   | 1861   | 1866   | 1872   | 1876   | 1881   | 1886   | 1891   | 1896   |
| ------ | ------ | ------ | ------ | ------ | ------ | ------ | ------ | ------ |
| 12 993 | 13 121 | 12 617 | 18 341 | 18 396 | 16 039 | 16 267 | 16 260 | 16 349 |

| 1901   | 1906   | 1911   | 1921   | 1926   | 1931   | 1936   | 1946   | 1954   |
| ------ | ------ | ------ | ------ | ------ | ------ | ------ | ------ | ------ |
| 16 084 | 16 239 | 15 948 | 15 341 | 15 192 | 15 362 | 16 032 | 12 746 | 15 342 |

| 1962                                                                                     | 1968   | 1975   | 1982   | 1990   | 1999   | 2006   | - | - |
| ---------------------------------------------------------------------------------------- | ------ | ------ | ------ | ------ | ------ | ------ | - | - |
| 21 156                                                                                   | 23 830 | 25 521 | 24 940 | 23 703 | 23 166 | 23 200 | - | - |
| Nbre retenu à partir de 1962: population sans doubles comptes - Nguồns: Cassini et INSEE |        |        |        |        |        |        |   |   |